# Брест-Полесский
Брест Полесский — неэлектрифицированная железнодорожная станция и вокзал в городе Брест (Белоруссия). Между станцией Брест-Центральный и о.п. Юго-Запад в Бресте.